# Cokes

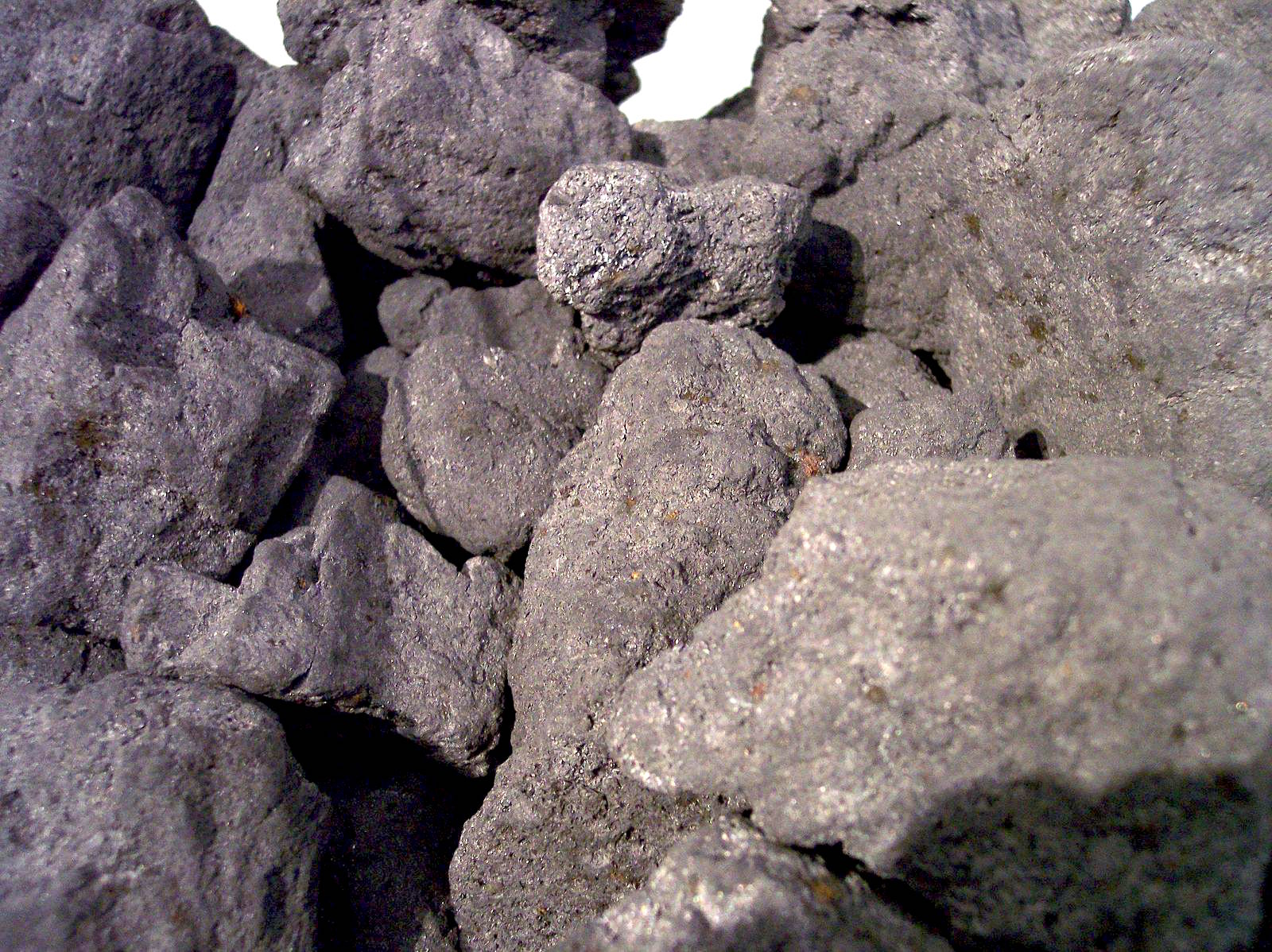
Grove cokes

Cokes (fon. ko:ks) of kooks is steenkool die met een speciale warmtebehandeling van verontreinigingen is ontdaan om er een zuiverdere brandstof van te maken. Cokes ontstaat door de thermolyse van vermalen steenkool.

## Geschiedenis

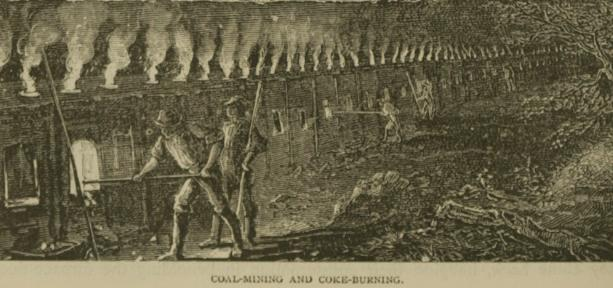
Vroeg Amerikaanse cokesbereiding

Cokes werd voor het eerst gebruikt in het zuiden van China in de negende eeuw na Christus voor verwarming en koken. Begin elfde eeuw begonnen de ijzerwerkers in de vallei van de Gele Rivier cokes te gebruiken als brandstof door het gebrek aan dennenhout uit de omgeving.
In 1603 stelde de Engelse uitvinder Hugh Plat (1552–1608) voor om steenkool te verkolen op gelijksoortige wijze als houtskool, dat wordt geproduceerd uit hout. Het kostte echter vier decennia om een bruikbaar procedé te ontwikkelen. Rond 1642 werd cokes voor het eerst gebruikt door een brouwerij in Derbyshire voor het roosteren van mout. Zij waren ook al langer op zoek naar alternatieve brandstof. Kolen konden bij het brouwen niet worden gebruikt, omdat de zwavelhoudende dampen een vieze smaak aan het bier gaven. Cokes bracht hiervoor een oplossing.
In 1709 bouwde Abraham Darby uit Coalbrookdale in Shropshire de eerste cokesgestookte oven voor de productie van gietijzer. De cokes verving houtskool als brandstof, dat door de ongecontroleerde ontbossing nog schaarser was geworden. Het zou nog lange tijd duren, voordat dit van groter belang werd. In 1770 was John Smeaton de eerste, die de Newcomen-stoommachine inschakelde bij de productie van gietijzer. Het belang van gietijzer nam rond 1830 enorm toe door grote opkomst van de spoorwegen.
In de eerste stoomlocomotieven begin negentiende eeuw in Engeland werd cokes als brandstof gebruikt. Dit had te maken met een vroeg stuk milieuwetgeving, waarin de rookontwikkeling van stoommachines aan banden werd gelegd. De vereiste lage rookemissie werd bereikt met cokes in een aparte vuurkist. Later werden de regels versoepeld en kon ook goedkopere steenkool worden gebruikt als brandstof.

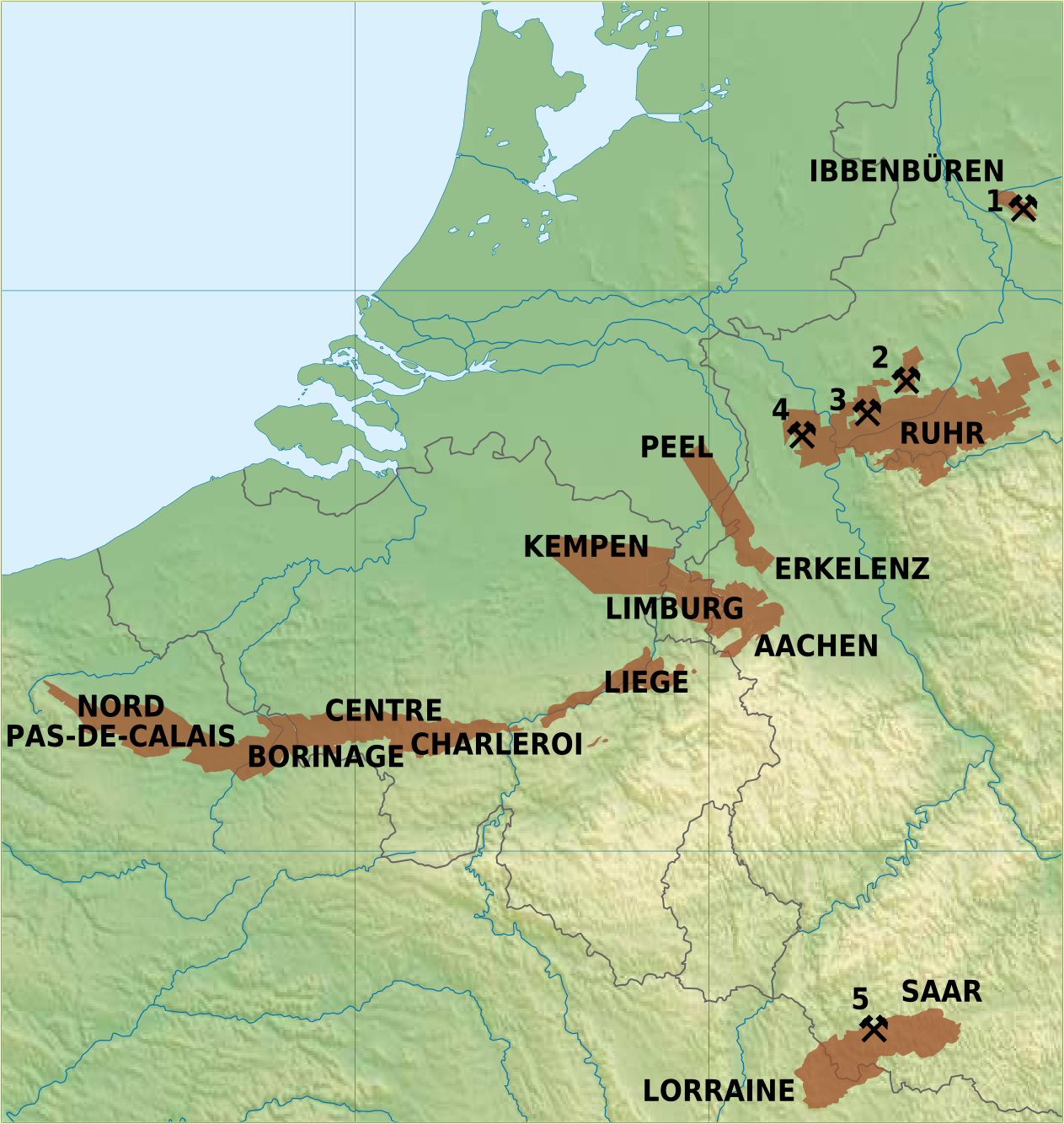
Kolenvelden in België, Nederland, Duitsland en Noord-Frankrijk

In de loop van de negentiende eeuw zijn op vele plaatsen in de opkomende industrielanden kolenvelden aangeboord. Daar werden ook de cokesfabrieken gebouwd. Een van de grootste verrees eind negentiende eeuw in de Amerikaanse staat Pennsylvania in de buurt van de kolenvelden van West-Pennsylvania. In 1885 bouwde de 'Rochester and Pittsburgh Coal and Iron Company' 's werelds langste cokesovens in Walston, Pennsylvania met 475 ovens op een rij over een lengte van een kwart mijl. De productie van deze fabriek lag op 22.000 ton per maand.

## Toepassingen
Cokes wordt gebruikt als reductiemiddel bij de productie van ruw ijzer. 
{\displaystyle {\ce {Fe2O3 + 3CO -> 2Fe + 3CO2}}}.
Daarnaast dient cokes ook als dragermateriaal in een hoogoven voor de pellets en sinter. De derde functie van cokes in een hoogoven is het doorlaatbaar houden van de lading zodat de hete wind door de hoogoven kan stromen zonder groot drukverschil.
Ter vervanging van cokes worden in de hoogovens ook vermalen kolen rechtstreeks geïnjecteerd. Dit kan slechts tot een bepaald niveau omdat cokes meerdere functies heeft in een hoogoven. Het gebruik van cokes bij de productie van staal staat echter ter discussie aangezien het zorgt voor gigantische hoeveelheden van CO2-uitstoot. Alternatieven die worden onderzocht (en momenteel nog gelimiteerd zijn tot laboschaal of pilot plants) zijn kunststof afval, waterstofgas en biomassa.

### Bereidingswijze

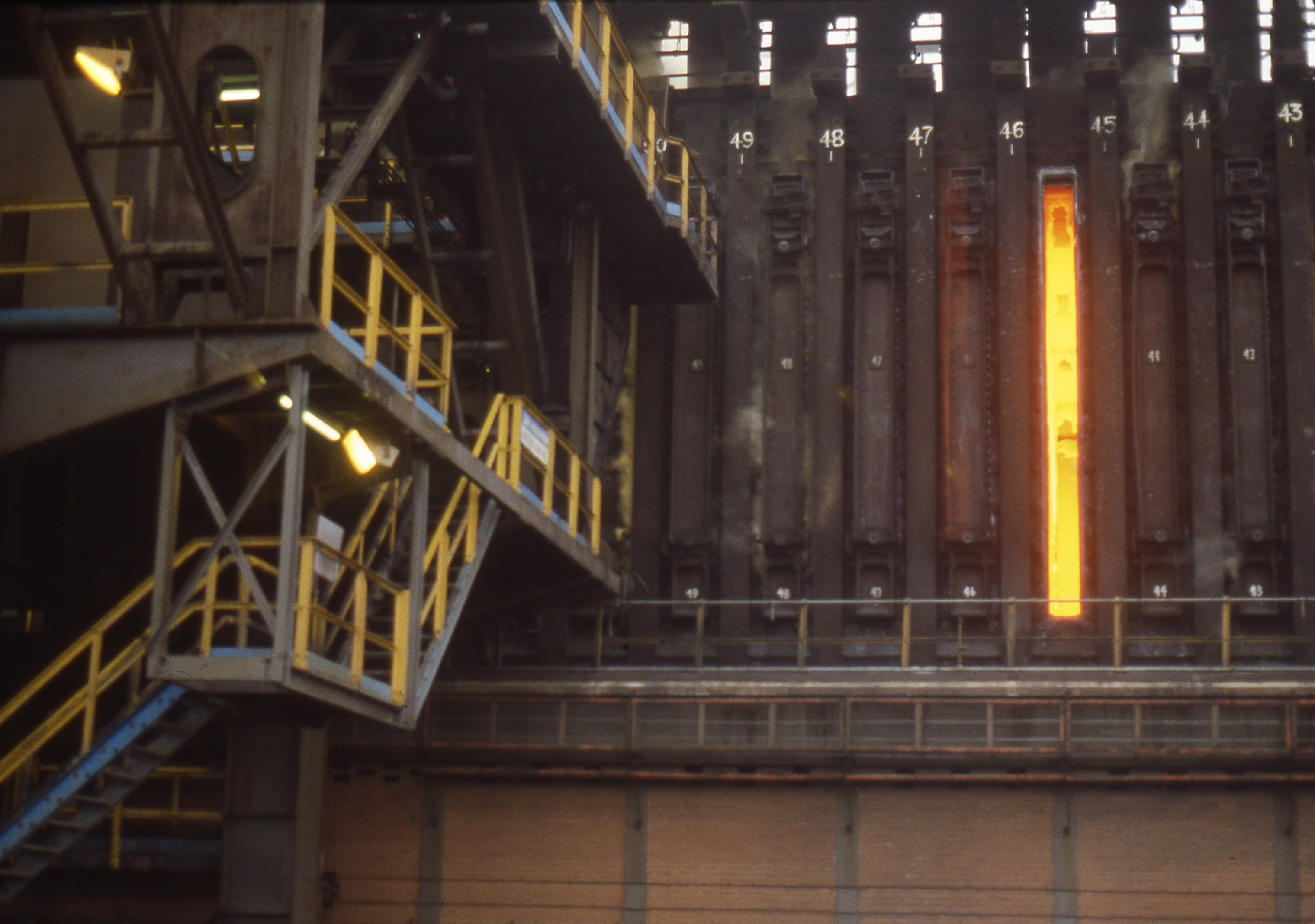
Cokesovenbatterij met een oven zonder deuren en de uitstootmachine links

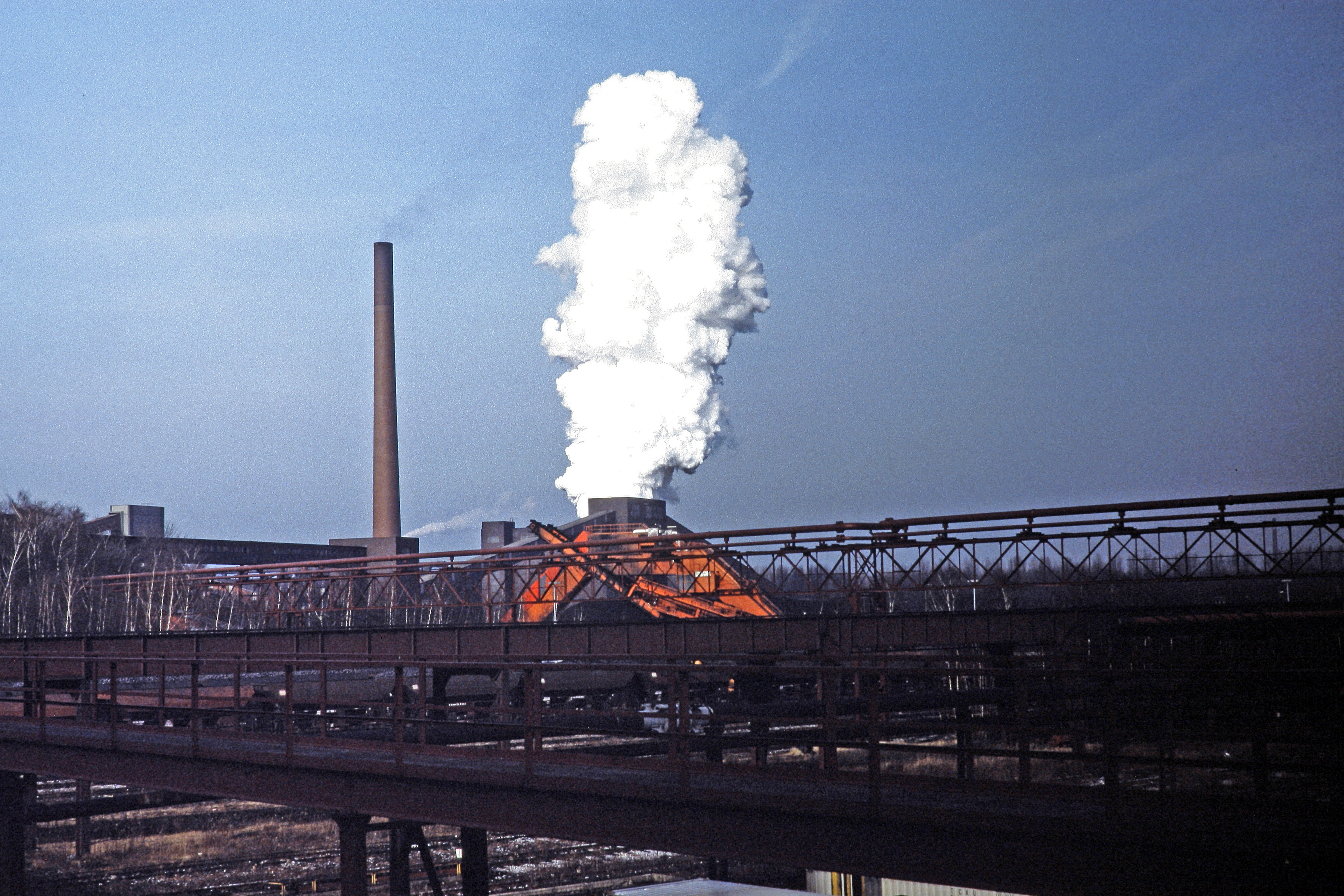
Cokesfabriek Zollverein. Blussen van cokes

Cokes is het product van thermolyse (ook wel pyrolyse of droge destillatie genoemd) van steenkolen bij temperaturen tussen 900 en 1100 °C. De steenkool wordt plastisch bij een temperatuur van ongeveer 300 tot 600 °C, en stolt weer wanneer de vluchtige componenten zijn ontweken. Door het vervluchtigen van een deel van de kolen ontstaat een poreuze structuur. Deze behandeling geeft de cokes eigenschappen waardoor hij geschikt wordt voor gebruik in hoogovens.
De vluchtige bestanddelen die tijdens het vercokesen vrijkomen worden later deels weer gecondenseerd als steenkoolteer. De overige gassen, voornamelijk methaan en waterstof, worden na een aantal reinigingsstappen veelal voor energiewinning gebruikt. Tijdens de reinigingsstappen kunnen stoffen als ammoniak, zwavelwaterstof, benzeen, tolueen en xyleen worden gewonnen. Ammoniak dient bijvoorbeeld als grondstof voor de industriële vervaardiging van anorganische kunstmest (ammoniumnitraat), en van salpeterzuur. Zwavelwaterstof wordt gebruikt bij de bereiding van zwavelzuur en van elementaire zwavel.

### Gasfabriek
Ook in gasfabrieken worden steenkolen vergast. Het hoofdproduct is hierbij echter niet de cokes, maar het gas (lichtgas). In de gasfabrieken werd een andere kwaliteit steenkool gebruikt dan in de cokesfabriek.

### Andere soorten cokes
Met cokes worden gewoonlijk steenkoolcokes bedoeld. Andere vormen van cokes zijn turfcokes, petroleumcokes en bruinkoolcokes. Ook houtskool is in principe een soort cokes.